# Route nationale 31 (Madagaskar)
Route nationale 31 (RN 31) is een nationale weg in Madagaskar van 129 kilometer. De weg begint nabij Antsohihy en eindigt bij Bealanana. De weg is volledig gelegen in de regio Sofia.
De weg is grotendeels verhard.

## Locaties langs de route
Van west naar oost:
- Nabij Antsohihy (kruising met Route nationale 6)
- Borareservaat
- Kruising met rivier de Ankofia
- Antsahabe
- Ambotsia
- Bealanana